# Ligamentum latum uteri

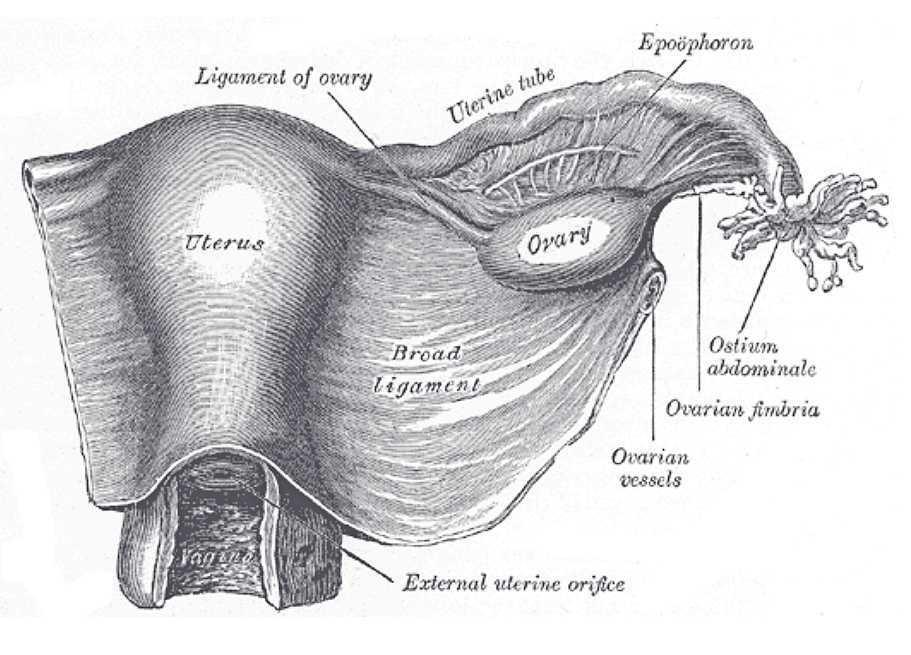
Weibliche Beckenorgane von oben gesehen. Unter dem Ligamentum latum befindet sich das parametriale Bindegewebe

Das Ligamentum latum uteri („breites Gebärmutterband“) ist ein Teil des Befestigungsapparates der Gebärmutter (Uterus), dem Parametrium. Es handelt sich hierbei um eine zeltdachartige Verdickung (Duplikatur) des Bauchfells, die die Gebärmutter von hinten bedeckt und die seitliche Verbindung zum Becken darstellt. Das Ligamentum besteht aus dichtem Bindegewebe.
Die Eierstöcke befinden sich unterhalb der Eileiter und sind durch das Ligamentum latum sowie das Ligamentum ovarii proprium (Eierstockband) befestigt. Dabei wird der Hauptanteil des Ligamentum latum uteri zwischen Eierstock und Gebärmutter als Mesometrium und der Bereich zwischen Eierstock und um die Eileiter als Mesosalpinx bezeichnet. Der Anteil, der den Eierstock abdeckt, ist das Mesovarium oder Eierstockgekröse.

## Klinik
Hernien des Ligamentum latum uteri können einen Dünndarmverschluss verursachen und stellen 4–7 % aller inneren Hernien. Aufgrund ihres verhaltenen klinischen Erscheinungsbildes sind sie schwer diagnostizierbar und werden meist mittels diagnostischer Laparoskopie gesichert und behandelt.